# Gerichtsbezirk Enneberg
Der Gerichtsbezirk Enneberg war ein dem Bezirksgericht Enneberg unterstehender Gerichtsbezirk in der Gefürsteten Grafschaft Tirol. Der Gerichtsbezirk umfasste die ladinischen Gemeinden des Gadertales und gehörte zum Bezirk Bruneck. Nach dem Ersten Weltkrieg musste Österreich den gesamten Gerichtsbezirk an Italien abtreten.

## Geschichte
Der Gerichtsbezirk Enneberg wurde durch eine 1849 beschlossene Kundmachung der Landes-Gerichts-Einführungs-Kommission geschaffen und umfasste ursprünglich die sechs Gemeinden Abtei, Collfuschg, Corvara, Enneberg, St. Martin und Wengen.
Der Gerichtsbezirk Enneberg bildete im Zuge der Trennung der politischen von der judikativen Verwaltung
ab 1868 gemeinsam mit den Gerichtsbezirken Brunecken, Taufers und Welsberg den Bezirk Brunecken (später Bruneck).
Der Gerichtsbezirk wies 1869 eine Bevölkerung von 5.755 Personen auf.
1910 wurden für den Gerichtsbezirk 5.478 Personen ausgewiesen, von denen 126 Deutsch (2,3 %) und  5.251 Italienisch oder Ladinisch (95,9 %) als Umgangssprache angaben.
Durch die Grenzbestimmungen des am 10. September 1919 abgeschlossenen Vertrages von Saint-Germain wurde der Gerichtsbezirk Enneberg zur Gänze Italien zugeschlagen.

## Gerichtssprengel
Der Gerichtssprengel umfasste 1910 die acht Gemeinden Abtei (Badia), Campill (Longarü), Collfuschg (Colfosc), Corvara, Enneberg (Mareo), St. Martin in Thurn (San Martin), Welschellen (Rina) und Wengen (La Val).